# 拉貢尼塔斯 (加利福尼亞州)
拉貢尼塔斯（英語：Lagunitas）是位於美國加利福尼亞州馬林縣的一個非建制地區。該地的面積和人口皆未知。

## 地理
拉貢尼塔斯的座標為38°00′41″N 122°42′08″W / 38.01139°N 122.70222°W，而該地的平均海拔高度為66米（即217英尺）。